# 屋良朝苗
屋良朝苗（1902年12月13日—1997年2月14日），日本沖繩縣讀谷村出身，為美國治理琉球時期琉球政府及日本沖繩縣的政治家及教育家。

## 生平
1930年（昭和5年）時於廣島高等師範學校（今廣島大學）畢業。畢業後曾在沖繩縣立女子師範學校、沖繩縣立第一高等女子學校、臺南州立臺南第二中學校（今國立臺南第一高級中學）、臺灣總督府臺北第一師範學校（今臺北市立大學博愛校區）等地擔任教師職務。
美國治理琉球時期，曾於琉球群島政府內擔任文教部長、沖繩教職員會長。1968年，琉球政府舉行唯一一屆的行政主席民選，屋良朝苗成功當選第五任行政主席，並主張沖繩應立即回歸日本，任內致力於推動美日兩國政府間的交涉，促使沖繩回歸。沖繩復歸日本後，於1972年繼續參選知事選舉，並擔任回歸後第一屆的沖繩縣知事，直到1976年任期結束。